# Leo Brouwer
Juan Leovigildo Brouwer Mezquida (L'Havana, 1 de març de 1939), més conegut com a Leo Brouwer, és un compositor, guitarrista i director d'orquestra cubà. Ha escrit una gran quantitat d'obres; entre elles, desenes de bandes sonores. També ha dirigit un gran nombre d'orquestres.
Va començar a tocar la guitarra a l'edat de 13 anys, atret pel so flamenc i motivat pel seu pare, que era metge i guitarrista aficionat. El seu primer professor va ser Isaac Nicola, qui havia estat alumne d'Emilio Pujol, deixeble de Francisco Tárrega. Va fer el seu primer recital amb 17 anys; en aquesta època les seves composicions ja començaven a cridar l'atenció. Preludio (1956) i Fuga (1959), ambdues amb influència de Bartok i de Stravinski, són una mostra de la seva prematura comprensió de música no pròpia de la guitarra.
Viatja als Estats Units per a estudiar música a la Universitat de Hartford i posteriorment a la Juilliard School, on Stefan Wolpe va ser el seu professor de composició.

## Composicions selectes
De Cambra i Solo Instrumental
- 2009: Mitología de las Aguas (Sonata No. 1 per a flauta i guitarra)

Partitures de cinema
- 1968: Lucía
- 1992: Como agua para chocolate